# Pukkisaaret (ö i Birkaland, Tammerfors, lat 61,33, long 24,59)
Pukkisaaret är en ö i Finland. Den ligger i sjön Vekuna och i kommunen Pälkäne i den ekonomiska regionen Tammerfors och landskapet Birkaland, i den södra delen av landet, 130 km norr om huvudstaden Helsingfors. Öns area är 0,2 hektar och dess största längd är 60 meter i öst-västlig riktning.  Notera att namnet antyder att det är fråga om flera öar.